# IV. Sancho kasztíliai király
IV. (Merész, Vad) Sancho (Sevilla, 1258. május 12. – Toledo, 1295. április 25.) a Burgundiai-házból  származó   kasztíliai és leóni király (1284 – 1295)  X. (Bölcs) Alfonz (1221 – 1284)  kasztíliai és leóni király fia és utóda. Édesanyja Aragóniai Jolán (1236 – 1301) volt, a Barcelonai-házból származó,  I. (Hódító) Jakab  (1208 – 1276)  aragóniai királynak és második feleségének, Jolánnak (1236 – 1301) a lánya.

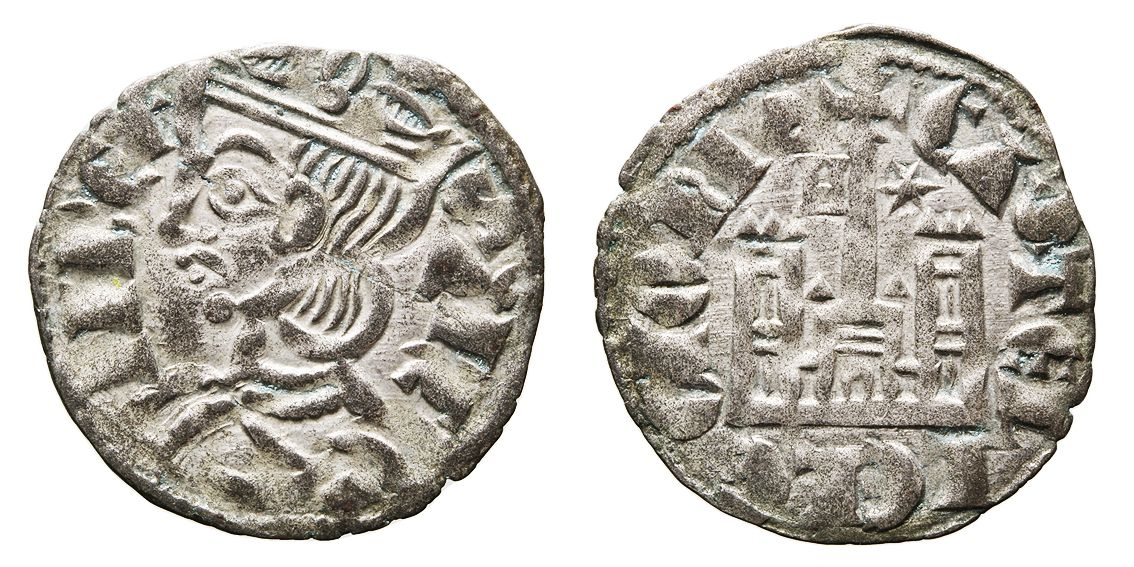

Sancho bátyja, Ferdinánd infáns (Ferdinando de la Cerda) még az apjuk életében, 1275-ben, meghalt. Bár Ferdinándnak voltak fiai (Alfonz /1270 – 1324? 1325?/ és Ferdinánd /1275 – 1322/), velük szemben az akaratos, a lovagrendek, továbbá a nemesség és a városok többségének támogatását megszerző Sancho tudott a trónra lépni. (A de la Cerda családi ágat támogatók vezérét, III. Lope Díaz de Harót – IV. Sancho rokonát – később, 1288-ban, IV. Sancho meggyilkoltatta. A de la Cerda család – férfiágon – egyébként a következő évszázadban kihalt.)
A tehetséges és művelt, de ugyanakkor törtető és kíméletlen személyként jellemzett IV. Sancho a  mórok  ellen sikerrel vette fel a harcot (1292: Tarifa elfoglalása).
Utódja kiskorú fia, Ferdinánd (1285 – 1312) lett, ő IV. Ferdinánd kasztíliai és leóni király, akinek az édesanyja,  Maria de Molina  (1265? – 1321),  Molina úrnője volt, Alfonso de Molinának, IX. Alfonz leóni király és Berengária kasztíliai királynő  gyermekének,  III. (Szent) Ferdinánd  király öccsének, a lánya.

## Lásd még
- Burgundiai-ház

| Előző uralkodó: X. Alfonz | Kasztília királya 1284 – 1295 | Következő uralkodó: IV. Ferdinánd |